# Orgán nezávislé kontroly zpravodajských služeb České republiky
Orgán nezávislé kontroly zpravodajských služeb České republiky je kontrolní komise České republiky, jejímž úkolem je nezávislá kontrola činnosti českých zpravodajských služeb, tedy Bezpečnostní informační služby, Úřadu pro zahraniční styky a informace a Vojenského zpravodajství. Zřízení orgánu nezávislé kontroly bylo určeno zákonem č. 325/2017 Sb., účinným od 1. ledna 2018, který novelizoval zákon č. 153/1994 Sb., o zpravodajských službách České republiky. V následujících letech však orgán svou činnost nezahájil, neboť v Poslanecké sněmovně Parlamentu České republiky nedošlo k volbě jeho členů. Teprve v roce 2024 byli jeho členové poprvé zvoleni, své funkce se ujali v červenci 2024. Funkční období je podle zákona pětileté, při prvním ustavení orgánu je u jeho jednotlivých členů různě dlouhé.
Odborné, organizační a technické zabezpečení činnosti orgánu nezávislé kontroly plní jeho sekretariát zařazený v Kanceláři Poslanecké sněmovny.

## Vznik
Dne 22. března 2012 publikoval deník Mladá fronta DNES sérii článků, ve kterých zveřejnil přepisy částí odposlechů mezi pražským primátorem Pavlem Bémem a lobbistou Romanem Janouškem. Na publikování odposlechů zareagovala začátkem dubna 2012 občanská iniciativa Vraťte nám stát! zveřejněním prohlášení s názvem Ukradli jste nám stát, vraťte ho zpátky, které obsahovalo několik požadavků uvozených větou „V zájmu obnovení elementární důvěry občanů v demokracii a právní stát požadujeme…“, přičemž hned první požadavek byl na „okamžité zřízení občanské parlamentní komise pro vyšetření napojení organizovaného zločinu a tzv. kmotrů na politiku, veřejnou správu a justici, v níž budou zastoupeni především zástupci protikorupčních iniciativ, zástupci akademické obce, duchovní, bývalí političtí vězni a další důvěryhodné osobnosti“. Své požadavky iniciativa zopakovala v dubnu 2012 na brněnském brífingu přenášeném živě Českou televizí. Požadavek na vznik komise byl následně široce diskutován v médiích a na požadavky iniciativy byli dotazování také členové vlády na její tiskové konferenci. Jelikož z veřejné diskuse nevzešel během necelých dvou let žádný konkrétní návrh respektující požadavky dříve vznesené iniciativou Vraťe nám stát!, vydala tato iniciativa v lednu 2014 Návrh na zřízení parlamentní vyšetřovací komise s účastí občanů.
Během roku 2015 byly zákonem posíleny pravomoci zpravodajských služeb, což zesílilo potřebu jejich nepolitické kontroly. O dva roky později již probíhaly práce na návrhu příslušného zákona, který byl v roce 2017 jako zákon č. 325/2017 Sb. přijat. K obsazení komise však v následujících letech nedošlo. Teprve 26. června 2024 zvolila Poslanecká sněmovna na návrh vlády pětici prvních členů, kteří se funkce ujali 2. července 2024.

## Činnost
Činnost Orgánu nezávislé kontroly zpravodajských služeb České republiky se vztahuje ke kontrole zákonnosti činnosti zpravodajských služeb v oboru jejich působnosti na území Česka, včetně kontroly dodržování základních práv a svobod. Orgán svoji kontrolní činnost vykonává na základě podnětu některého ze zvláštních kontrolních orgánů, jimiž jsou sněmovní stálé komise pro kontrolu činnosti jednotlivých zpravodajských služeb. Kontrola činnosti zpravodajské služby ze strany orgánu nezávislé kontroly je vždy vedena s vědomím ředitele příslušné zpravodajské služby.

## Složení
Orgán nezávislé kontroly se skládá z 5 členů, kteří jsou na návrh vlády voleni Poslaneckou sněmovnou na dobu 5 let, přičemž nikdo nemůže být členem orgánu více než dvakrát za sebou. Členové orgánu se ujímají své funkce po složení slibu do rukou předsedy Poslanecké sněmovny. V čele orgánu stojí jeho předseda, jehož funkční období trvá 1 rok. Během pětiletého funkčního období se v pozici předsedy vystřídají všichni členové orgánu. Funkce člena orgánu je veřejnou funkcí.
Členem orgánu nezávislé kontroly může být pouze občan České republiky starší 40 let, který je držitelem platného osvědčení pro stupeň utajení Přísně tajné. Členy orgánu nemohou být osoby, které v posledních 3 letech byly příslušníky nebo zaměstnanci bezpečnostního sboru České republiky, vojáky z povolání nebo zaměstnanci ozbrojených sil České republiky. Členem orgánu nemůže být ani prezident republiky, člen vlády, náměstek člena vlády, poslanec, senátor, europoslanec, soudce, člen orgánu územního samosprávného celku, příslušník nebo zaměstnanec bezpečnostního sboru České republiky, voják z povolání nebo zaměstnanec ozbrojených sil České republiky.
Členové orgánu nezávislé kontroly mají být při výkonu své funkce nezávislí a při svém rozhodování mají být vázáni pouze právním řádem České republiky. Jsou povinni svou funkci vykonávat nestranně, v mezích svého oprávnění a zdržet se při jejím výkonu všeho, co by mohlo ohrozit důvěru v jeho nestrannost, zejména se nesmí nechat ovlivnit zájmy politických stran nebo hnutí, veřejným míněním nebo sdělovacími prostředky.

### Seznam členů
Zeleně a tučně jsou zvýrazněny osoby figurující v aktuálním složení orgánu (k 2. červenci 2024).
| Jméno             | Od               | Do               | Předseda od      | Předseda do |
| ----------------- | ---------------- | ---------------- | ---------------- | ----------- |
| Vlasta Formánková | 2. července 2024 | mandát na 4 roky |                  |             |
| Ivana Janů        | 2. července 2024 | mandát na 4 roky | 2. července 2024 |             |
| Jan Kudrna        | 2. července 2024 | mandát na 3 roky |                  |             |
| Dušan Navrátil    | 2. července 2024 | mandát na 5 let  |                  |             |
| František Stárek  | 2. července 2024 | mandát na 3 roky |                  |             |